# Paris-Roubaix 1912
Paris-Roubaix din 1912 a fost a 17-a ediție a Paris-Roubaix, o cursă clasică de ciclism de o zi din Franța. Evenimentul a avut loc pe 7 aprilie 1912 și s-a desfășurat pe o distanță de 266 de kilometri de la Paris până la velodromul din Roubaix. Câștigătorul a fost Charles Crupelandt din Franța.

## Rezultate
| Loc | Ciclist                  | Timp       |
| --- | ------------------------ | ---------- |
| 1   | Charles Crupelandt (FRA) | 8h 30' 00" |
| 2   | Gustave Garrigou (FRA)   | +0' 00"    |
| 3   | Maurice Léturgie (FRA)   | +0' 00"    |
| 4   | Octave Lapize (FRA)      | +0' 00"    |
| 5   | Odiel Defraye (BEL)      | +0' 00"    |
| 6   | Jules Masselis (BEL)     | +0' 00"    |
| 7   | Charles Deruyter (BEL)   | +0' 00"    |
| 8   | Joseph Van Daele (BEL)   | +6' 00"    |
| 9   | Eugène Platteau (BEL)    | +6' 00"    |
| 10  | Paul Deman (BEL)         | +6' 00"    |